# Strukturální antropologie
Strukturální antropologie je společenská věda, jejíž základy položil ve 20. století francouzský sociolog, filozof a antropolog židovského původu Claude Lévi-Strauss. Antropologie jako taková je věda o člověku, a má mnoho podoborů: fyzickou antropologii, sociální a kulturní antropologii, archeologii a lingvistickou antropologii. Strukturální antropologie spadá pod sociální antropologii. Zkoumá rozličné lidské kultury (etnika) a jejich vývoj v historii z pohledu jejich jednotlivých částí, například umění, jazyka, sociálních organizací nebo náboženství. Uplatňuje tedy v praxi při zkoumání strukturalismus.

## Claude Lévi-Strauss a strukturální antropologie
Život Léviho-Strausse úzce souvisí s vývojem této společenské vědy. Po studiu a krátkodobém přednášení na pařížském lyceu přijal nabídku na místo profesora sociologie na nově založené univerzitě v Sao Paulu v Brazílii. Několik let pak strávil mezi domorodci v pralesích Amazonie, kde zkoumal chování jednotlivých kmenů. Poté, co s jedním z polonomádských kmenů (Ňambikwárové) několik měsíců žil, shrnul své poznatky do knihy Smutné tropy (vyšla roku 1955). Nejspíš proto, že se jednalo o jeho první velkou terénní práci, nezaznamenala příliš velký úspěch.
„Lévi-Strauss sice není první ani jediný, kdo zdůrazňuje strukturální povahu společenských jevů, jeho originalita však spočívá v tom, že ji bere vážně a důsledně z ní vyvozuje veškeré důsledky.”

## Podstata strukturální antropologie
Výchozím bodem pro strukturální antropologii byla moderní lingvistika a důležitá pro její vývoj fonologie a sémiotika. Strukturální antropologie nahlíží na společnost jako na systém, jehož jednotlivé složky (náboženství etnika, jazyk, magie, umění, tradice, mýty) jsou mezi sebou propojeny pevnými vztahy. Když se tedy změní jeden prvek, následkem je řetěz změn i v ostatních prvcích (Sociologická encyklopedie). Vše podle Lévi-Strausse souvisí se vším. Na příkladech různých přírodních (primitivních) lidských společenství v Oceánii, Číně a především Jižní Americe, kde prováděl výzkum osobně, sbíral poznatky. Byl toho názoru, že k těmto modelům společností, které čítaly obvykle pouhých pár tisíc obyvatel, lze přirovnat celou lidskou společnost na světě (Strukturální antropologie, Lévi-Strauss). Ve svém výzkumu se Lévi-Strauss zaměřoval na důvody vzniku sociálních institucí, jako jsou mýtus, hra nebo obřad a hledal, jaké potřeby domorodce vedou k dodržování těchto institucí. Vztah mezi biologickými potřebami společnosti a jejími sociálními institucemi je podle něj vlastně vztah mezi přírodou a kulturou.

## Metoda strukturální antropologie
1. Pozorování a experimentování (zkoumání empirického materiálu) – všechna fakta je třeba pozorovat a popsat přesně. Nelze dovolit předsudkům, aby překroutily povahu fakt a význam. Vše musí být studováno samo o sobě i ve vztahu k celku.
2. Vytvoření modelů – na základě sesbíraného empirického materiálu se tvoří modely struktur a rozlišuje se, zda se jedná o modely vědomé (takže s nimi daná společnost už sama mohla pracovat) nebo nevědomé (jevů, z nichž byl zkonstruován model, si zkoumaná společnost nevšimla). Nevědomé modely jsou pro antropologa k výzkumu jednodušší.
3. Měření – měření není nutné, ale k závěrům výzkumu lze využít i matematické (lépe řečeno zdánlivě matematické) vzorce.[4]

## Strukturální antropologie – dílo
Problematice strukturální antropologie se Claude Lévi-Strauss věnuje v knize Strukturální antropologie, která má formu sborníku. Autor v ní shrnuje to nejpodstatnější v 15 článcích členěných do 6 okruhů: Strukturální antropologie, Jazyk a příbuzenství, Sociální organizace, Magie a náboženství, Umění, Problémy metody a výuky. Každý článek je psán trochu jinou formou, vzhledem k různým dobám vzniku (články pocházejí z let 1945 až 1957).
První okruh je tvořen pouze jednou statí – Úvod historie a etnologie. Lévi-Strauss zde porovnává jejich přístup a metody. V druhé částí autor rozebírá jazykovědu a strukturální lingvistiku, také vztah jazyka a společnosti. Do třetí části autor implementuje své poznatky z Jižní Ameriky a zabývá se různými sociálními organizacemi. Přibližuje čtenářům sociální struktury ve střední a východní Brazílii, zkoumá duální systém. Další část se věnuje magii a náboženství: úvodní článek Čaroděj a jeho magie obsahuje rozbor textu indiána, který se stal šamanem, aby zjistil, jakým způsobem „podvádějí“. Lévi-Strauss dále pokračuje textem ohledně účinnosti symbolů a mýtů ve společnosti, hovoří také o psychoanalýze. V okruhu umění (V.) se omlouvá za hledání souvislostí mezi prostorově i časově vzdálenými společnostmi, zároveň ale přiznává, že to mělo i pozitivní přínos (jako například zdvojené zobrazení v umění Ameriky a Asie). Poslední, šestý okruh, je spíše formální, zabývá se metodami, výukou a problémy, které bádání přineslo. Součástí knihy jsou také doslovy, konkrétně ke kapitolám III, IV a XV, poznámky, a černobílá obrázková příloha.